# Aide sociale dans le canton de Vaud
Dans le canton de Vaud, l'aide sociale est régie par la loi sur l'action sociale vaudoise (LASV) de 2003 ainsi que par son règlement d'application. Elle assure aux citoyens suisses ainsi qu'aux personnes qui bénéficient d'une autorisation d'établissement (permis C) ou de séjour (permis B) et résidant dans le canton un minimum vital (RI) établi selon des normes révisées régulièrement. En plus d'une aide financière assurant le minimum vital, l'aide sociale octroie un appui social par l'intermédiaire d'un-e assistant-e social-e, parfois d'un conseiller en insertion, dont l'objectif est de permettre à chaque bénéficiaire de renouer avec son insertion sociale et professionnelle.

## Historique
Le Revenu minimum de réinsertion (RMR) était une aide financière accordée par le canton de Vaud, non remboursable, destinée à couvrir les besoins minimums des bénéficiaires et des personnes dont ils ont la charge.
Le RMR était octroyé pour une durée maximum de deux ans. Il est en vigueur depuis 1997. Il est destiné aux personnes sans emploi qui n'ont pas ou plus droit aux prestations de l'assurance chômage.
Depuis le 1er janvier 2006, le revenu d’insertion (RI) a remplacé les régimes de l’aide sociale vaudoise (ASV) et du Revenu minimum de réinsertion.
En 2016, le Grand Conseil du canton de Vaud adopte une nouvelle loi sur l'aide sociale portée par le conseiller d'État Pierre-Yves Maillard.